# Marit Söderström
Marit Kjellsdotter Söderström, po mężu Nord (ur. 25 października 1962 w Västerås) – szwedzka żeglarka sportowa. Srebrna medalistka olimpijska z Seulu.
Zawody w 1988 były jej jedynymi igrzyskami olimpijskimi. Po medal sięgnęła w rywalizacji kobiet w klasie 470. Partnerowała jej Birgitta Bengtsson. W tym samym roku były mistrzyniami świata. Wcześniej odnosiła sukcesy w klasie Europa (tytuł mistrzyni świata w 1978 i 1979) i Laser (tytuł mistrzyni świata w 1980 i 1985).